# Muszajrifa asz-Szarkijja
Muszajrifa asz-Szarkijja (arab. مشيرفة الشرقية) – miejscowość  w Syrii, w muhafazie Hims. W 2004 roku liczyła 1746 mieszkańców.